# Range Busters
I Range Busters sono tre cowboy fittizi protagonisti di una serie di 24 film western prodotti dal 1940 al 1943 dalla Monogram Pictures tramite una società di produzione apposita, la "Range Busters".
La maggior parte di essi fu girata nel ranch cinematografico di Corriganville, prodotta da George W. Weeks e distribuita dalla stessa Monogram.

## Produzione
Ray "Crash" Corrigan aveva già partecipato a 24 film della serie dei Three Mesquiteers, prodotti dalla Republic Pictures quando lui e il ventriloquo Max Terhune, con cui aveva partecipato in coppia a 21 film della serie, ebbero conflitti per ragioni economiche con la Republic. Corrigan si rivolse al produttore George W. Weeks a cui presentò l'idea di una serie simile distribuita dalla Monogram Pictures e girata nel ranch cinematografico di proprietà di Corrigan (Corriganville), situato nelle Simi Hills a Simi Valley. Corrigan riferì in seguito in un'intervista che avrebbe ricevuto il 50% dei profitti. Come terzo membro del trio di cowboy, la Monogram scelse il cantante John "Dusty" King (che aveva già avuto il ruolo di protagonista in Il signore dell'Arizona, altra produzione della Monogram).
Il primo film della serie, girato e distribuito nel 1940, fu intitolato The Range Busters. In quel periodo la Monogram aveva prodotto anche un'altra serie di western con protagonista un trio, le avventure dei Rough Riders che si era conclusa nel 1942 dopo la morte di Buck Jones e ritorno in servizio del colonnello e attore Tim McCoy.
Anche se i personaggi erano gli stessi, i film dei Range Busters inspiegabilmente cambiavano ambientazione storica, passando dalla contemporaneità al periodo del vecchio West.
Corrigan lasciò temporaneamente la serie per alcune controversie di natura economica e fu sostituito dallo stuntman David Sharpe dal film Texas to Bataan. In Haunted Ranch (1943) il personaggio di Sharpe si arruola nell'esercito degli Stati Uniti per combattere nella guerra ispano-americana. Nella vita reale sia Sharpe che King si erano arruolati nell'esercito. Corrigan tornò per sostituire Sharpe e Dennis 'Denny' Moore sostituì King negli ultimi quattro film della serie che si concluse nel 1943 con Bullets and Saddles.

## I film
- Uomini del West (The Range Busters, 1940)
- Trailing Double Trouble (1940)
- Ad est di Rio Pinto (West of Pinto Basin, 1940)
- The Trail of the Silver Spurs (1941)
- The Kid's Last Ride (1941)
- Tumbledown Ranch in Arizona (1941)
- Wrangler's Roost (1941)
- Fugitive Valley (1941)
- Saddle Mountain Roundup (1941)
- Tonto Basin Outlaws (1941)
- Underground Rustlers (1941)
- Thunder River Feud (1942)
- Rock River Renegades (1942)
- Boot Hill Bandits (1942)
- Texas Trouble Shooters (1942)
- Arizona Stage Coach (1942)
- Texas to Bataan (1942)
- Trail Riders (1942)
- Two Fisted Justice (1943)
- Haunted Ranch (1943)
- Land of Hunted Men (1943)
- Cowboy Commandos (1943)
- Black Market Rustlers (1943)
- Bullets and Saddles (1943)